# Contre-la-montre masculin aux championnats du monde de cyclisme sur route 2008
Navigation
2007 2009
Le contre-la-montre masculin aux championnats du monde de cyclisme sur route 2008 a lieu le 25 septembre 2008 à Varèse, en Italie.

## Classement
|                           | Coureur                  | Pays         |    | Temps          |
| ------------------------- | ------------------------ | ------------ | -- | -------------- |
| Médaille d'or, monde      | Bert Grabsch             | Allemagne    | en | 52 min 01 s 60 |
| Médaille d'argent, monde  | Svein Tuft               | Canada       | +  | 42 s 79        |
| Médaille de bronze, monde | David Zabriskie          | États-Unis   | +  | 52 s 27        |
| 4                         | Levi Leipheimer          | États-Unis   | +  | 1 min 05 s 42  |
| 5                         | Gustav Larsson           | Suède        | +  | 1 min 05 s 84  |
| 6                         | Stijn Devolder           | Belgique     | +  | 1 min 15 s 41  |
| 7                         | Tony Martin              | Allemagne    | +  | 1 min 16 s 26  |
| 8                         | Janez Brajkovič          | Slovénie     | +  | 1 min 25 s 16  |
| 9                         | David Millar             | Royaume-Uni  | +  | 1 min 25 s 26  |
| 10                        | Sylvain Chavanel         | France       | +  | 1 min 25 s 82  |
| 11                        | Vladimir Gusev           | Russie       | +  | 1 min 27 s 13  |
| 12                        | Michael Rogers           | Australie    | +  | 1 min 33 s 32  |
| 13                        | Marco Pinotti            | Italie       | +  | 1 min 34 s 12  |
| 14                        | Manuel Quinziato         | Italie       | +  | 1 min 36 s 79  |
| 15                        | Serhiy Honchar           | Ukraine      | +  | 1 min 38 s 00  |
| 16                        | José Iván Gutiérrez      | Espagne      | +  | 1 min 54 s 63  |
| 17                        | Matej Jurčo              | Slovaquie    | +  | 1 min 58 s 00  |
| 18                        | Vasil Kiryienka          | Biélorussie  | +  | 2 min 11 s 71  |
| 19                        | Lars Ytting Bak          | Danemark     | +  | 2 min 23 s 43  |
| 20                        | Fredrik Ericsson         | Suède        | +  | 2 min 27 s 78  |
| 21                        | Edvald Boasson Hagen     | Norvège      | +  | 2 min 28 s 42  |
| 22                        | Stef Clement             | Pays-Bas     | +  | 2 min 30 s 87  |
| 23                        | Eugen Wacker             | Kirghizistan | +  | 2 min 34 s 03  |
| 24                        | Michael Blaudzun         | Danemark     | +  | 2 min 40 s 49  |
| 25                        | Steve Cummings           | Royaume-Uni  | +  | 2 min 54 s 97  |
| 26                        | Mikhail Ignatiev         | Russie       | +  | 2 min 55 s 46  |
| 27                        | Andrei Kunitski          | Biélorussie  | +  | 3 min 08 s 62  |
| 28                        | Łukasz Bodnar            | Pologne      | +  | 3 min 11 s 57  |
| 29                        | Rein Taaramäe            | Estonie      | +  | 3 min 20 s 25  |
| 30                        | Rubens Bertogliati       | Suisse       | +  | 3 min 20 s 99  |
| 31                        | Tanel Kangert            | Estonie      | +  | 3 min 29 s 61  |
| 32                        | Rubén Plaza              | Espagne      | +  | 3 min 29 s 82  |
| 33                        | Leif Hoste               | Belgique     | +  | 3 min 30 s 65  |
| 34                        | Adam Hansen              | Australie    | +  | 3 min 49 s 54  |
| 35                        | Gregor Gazvoda           | Slovénie     | +  | 3 min 57 s 91  |
| 36                        | Maciej Bodnar            | Pologne      | +  | 4 min 01 s 12  |
| 37                        | Ignatas Konovalovas      | Lituanie     | +  | 4 min 01 s 21  |
| 38                        | František Raboň          | Tchéquie     | +  | 4 min 01 s 37  |
| 39                        | Félix Cárdenas           | Colombie     | +  | 4 min 11 s 56  |
| 40                        | Sergiy Matveyev          | Ukraine      | +  | 4 min 19 s 18  |
| 41                        | Thomas Frei              | Suisse       | +  | 4 min 24 s 45  |
| 42                        | Jérôme Coppel            | France       | +  | 4 min 25 s 60  |
| 43                        | Ruslan Ivanov            | Moldavie     | +  | 4 min 28 s 15  |
| 44                        | Muradian Khalmuratov     | Ouzbékistan  | +  | 4 min 32 s 01  |
| 45                        | Roman Kireyev            | Kazakhstan   | +  | 4 min 32 s 12  |
| 46                        | Raivis Belohvoščiks      | Lettonie     | +  | 4 min 34 s 83  |
| 47                        | Andrey Zeits             | Kazakhstan   | +  | 4 min 56 s 48  |
| 48                        | Henry Raabe              | Costa Rica   | +  | 4 min 59 s 98  |
| 49                        | Benoît Joachim           | Luxembourg   | +  | 5 min 07 s 29  |
| 50                        | Róbert Nagy              | Slovaquie    | +  | 5 min 38 s 21  |
| 51                        | Dan Craven               | Namibie      | +  | 5 min 39 s 36  |
| 52                        | Matti Helminen           | Finlande     | +  | 5 min 40 s 76  |
| 53                        | Vladimir Tuychiev        | Ouzbékistan  | +  | 5 min 46 s 38  |
| 54                        | Zoltán Madaras           | Hongrie      | +  | 6 min 32 s 44  |
| 55                        | Esad Hasanović           | Serbie       | +  | 7 min 17 s 14  |
| 56                        | Gabriel Sorin Pop        | Roumanie     | +  | 8 min 24 s 54  |
| 57                        | George-Daniel Anghelache | Roumanie     | +  | 8 min 43 s 14  |
|                           | Mauricio Soler           | Colombie     | +  | abandon        |